# Kawin Thamsatchanan
Kawin Thamsatchanan   (Bangkok, 26 de gener de 1990), és un futbolista tailandès.
Comença la seua carrera professional al Rajpracha FC el 2007. Ha jugat als clubs Muangthong United FC, Oud-Heverlee Leuven i Hokkaido Consadole Sapporo.
Va debutar amb la selecció de Tailàndia el 2008. Va disputar 62 partits amb la selecció de Tailàndia.

## Estadístiques
| Selecció de Tailàndia | Selecció de Tailàndia | Selecció de Tailàndia |
| Anys                  | Partits               | Gols                  |
| --------------------- | --------------------- | --------------------- |
| 2008                  | 1                     | 0                     |
| 2009                  | 0                     | 0                     |
| 2010                  | 7                     | 0                     |
| 2011                  | 3                     | 0                     |
| 2012                  | 9                     | 0                     |
| 2013                  | 1                     | 0                     |
| 2014                  | 9                     | 0                     |
| 2015                  | 5                     | 0                     |
| 2016                  | 15                    | 0                     |
| 2017                  | 6                     | 0                     |
| 2018                  | 3                     | 0                     |
| 2019                  | 3                     | 0                     |
| Total                 | 62                    | 0                     |